# Резолюция Совета Безопасности ООН 1124
Резолюция 1124 Совета Безопасности Организации Объединенных Наций — резолюция Совета Безопасности ООН, единогласно принятая 31 июля 1997 года. После подтверждения всех резолюций по Грузии, в частности резолюции 1096 (1997), Совет продлил мандат миссии Организации Объединенных Наций по наблюдению в Грузии (МООННГ) до 31 января 1998 года.
Совет Безопасности отметил, что наблюдатели МООННГ и миротворческие силы Содружества Независимых государств (СНГ) стабилизировали зону конфликта в Грузии. Однако, ситуация в Гальском районе остается нестабильной из-за наличия вооруженных групп, высокой преступности и продолжающейся установки наземных мин. Как Грузии, так и Абхазии напомнили о том, что помощь международного сообщества зависит от их готовности решить этот вопрос мирным путем.
Была высказана озабоченность по поводу того, что переговоры между двумя сторонами по-прежнему находятся в тупике. Совет поддержал планы Генерального секретаря ООН Кофи Аннана играть более активную роль в мирном процессе; в Женеве намечено провести заседание для определения областей, в которых может быть достигнут конкретный прогресс. Были осуждены все этнические убийства и насилие, а также абхазская сторона, увязывающая возвращение беженцев и перемещенных лиц со своим политическим статусом. В этой связи Абхазии было предложено ускорить добровольное возвращение перемещенных лиц в соответствии с графиком, предложенным Верховным комиссаром Организации Объединенных Наций по делам беженцев в соответствии с международным правом.
Мандат миссии МООННГ был продлен до 31 января 1998 года, однако он зависел от действий миротворческих сил СНГ. Генеральному секретарю ООН было предложено представить доклад о положении в Абхазии и Грузии через три месяца после принятия настоящей резолюции. В конце резолюции Совет безопасности объявил о своем намерении провести обзор мандата МООННГ и условия ее присутствия в Грузии.